# 정보데이트
《정보데이트》는 대한민국의 문화방송에 방송됐던 시사교양 프로그램이다.

## 기획 의도
생활, 건강, 첨단기술, 기계, 레포츠, 영상, 상식 등을 모아서 방송한 5분짜리 토막 프로그램이다.

## 방송 시간
| 방송 채널 | 방송 기간                          | 방송 시간                     |
| MBC TV    |                                    |                               |
| --------- | ---------------------------------- | ----------------------------- |
| MBC TV    | 1991년 4월 22일 ~ 1991년 12월 20일 | 매주 월~금요일 오후 8:00~8:05 |
| MBC TV    | 1991년 12월 23일 ~ 1993년 4월 23일 | 매주 월~금요일 오후 7:55~8:00 |
| MBC TV    | 1993년 4월 26일 ~ 1996년 3월 1일   | 매주 월~금요일 오후 8:00~8:05 |
| MBC TV    | 1996년 3월 4일 ~ 1996년 5월 3일    | 매주 월~금요일 오후 7:25~7:30 |

## 역사
- 1991년 4월 22일: 《서울시 마크를 아십니까?》로 첫방송.
- 1995년 7월 7일: 정보데이트 방송 1,000회 돌파.[1]
- 1996년 5월 3일: 《기차 이야기》를 마지막으로 종영됨.

## 역대 진행자
- 허수경
- 한홍비
- 오미영